# Il ragazzo che non dorme mai
Il ragazzo che non dorme mai è il secondo singolo del disc jockey italiano Dj Matrix e del cantante e musicista italiano Giorgio Vanni, pubblicato da Sony Music Italy il 31 marzo 2023. È il ventitreesimo singolo del cantante.

## Descrizione
Il ragazzo che non dorme mai è il primo singolo estratto dall'album Musica da giostra – Volume 10. La canzone è una cover in chiave dance di Trinity di Franco Micalizzi, brano tratto dalla colonna sonora Lo chiamavano Trinità.... Il testo della canzone è stato riscritto dai due artisti sulla base di quello originale di Harold Stott.

## Tracce
Download digitale
1. Il ragazzo che non dorme mai – 2:20 (testo: Harold Stott – Matteo Schiavo e Giorgio Vanni – musica: Franco Micalizzi)

## Produzione e formazione
- Giorgio Vanni – voce solista
- DJ Matrix – produttore
- Matt Joe – produttore